# Naoshirō Tsuji
Pour les articles homonymes, voir Tsuji.
 (mai 2024).
La mise en forme du texte ne suit pas les recommandations de Wikipédia : il faut le « wikifier ».
Les points d'amélioration suivants sont les cas les plus fréquents. Le détail des points à revoir est peut-être précisé sur la page de discussion.
- Les titres sont pré-formatés par le logiciel. Ils ne sont ni en capitales, ni en gras.
- Le texte ne doit pas être écrit en capitales (les noms de famille non plus), ni en gras, ni en italique, ni en « petit »…
- Le gras n'est utilisé que pour surligner le titre de l'article dans l'introduction, une seule fois.
- L'italique est rarement utilisé : mots en langue étrangère, titres d'œuvres, noms de bateaux, etc.
- Les citations ne sont pas en italique mais en corps de texte normal. Elles sont entourées par des guillemets français : « et ».
- Les listes à puces sont à éviter, des paragraphes rédigés étant largement préférés. Les tableaux sont à réserver à la présentation de données structurées (résultats, etc.).
- Les appels de note de bas de page (petits chiffres en exposant, introduits par l'outil «  Source ») sont à placer entre la fin de phrase et le point final[comme ça].
- Les liens internes (vers d'autres articles de Wikipédia) sont à choisir avec parcimonie. Créez des liens vers des articles approfondissant le sujet. Les termes génériques sans rapport avec le sujet sont à éviter, ainsi que les répétitions de liens vers un même terme.
- Les liens externes sont à placer uniquement dans une section « Liens externes », à la fin de l'article. Ces liens sont à choisir avec parcimonie suivant les règles définies. Si un lien sert de source à l'article, son insertion dans le texte est à faire par les notes de bas de page.
- La présentation des références doit suivre les conventions bibliographiques. Il est recommandé d'utiliser les modèles {{Ouvrage}}, {{Chapitre}}, {{Article}}, {{Lien web}} et/ou {{Bibliographie}}. Le mode d'édition visuel peut mettre en forme automatiquement les références.
- Insérer une infobox (cadre d'informations à droite) n'est pas obligatoire pour parachever la mise en page.

Pour une aide détaillée, merci de consulter Aide:Wikification.
Si vous pensez que ces points ont été résolus, vous pouvez retirer ce bandeau et améliorer la mise en forme d'un autre article.
 (mai 2024).
Si vous disposez d'ouvrages ou d'articles de référence ou si vous connaissez des sites web de qualité traitant du thème abordé ici, merci de compléter l'article en donnant les références utiles à sa vérifiabilité et en les liant à la section « Notes et références ».
Naoshirō Tsuji (18 novembre 1899 - 24 septembre 1979) est un spécialiste de l'Inde ancienne, du Védanta et du bouddhisme, du brahmanisme, dans l'ensemble des Védas et autres littératures. Linguiste en Sanskrit. Traducteur de nombreux classiques védiques et mystiques, dont les Vedas, Bhagavad-Gita, Jātaka, Mahabharata. Il est un professeur émérite de l'Université de Tokyo, et 8e vice-président de Toyo Bunko la bibliothèque / musée de recherche à Tokyo, spécialisé dans les études Orientales.

## Carrière

### Avant la guerre
Né dans le quartier Nihonbashi, ville de Tokyo, Tokyo (actuellement quartier Chuo, Tokyo). Diplômé du Département de linguistique de la Faculté des lettres de l'Université impériale de Tokyo (actuellement Université de Tokyo) après avoir obtenu son diplôme du collège préfectoral et du Premier lycée Ichiko ( faculté anglaise). Pendant ses études, il a principalement étudié auprès de Katsuji Fujioka et Junjiro Takakusu, apprenant la linguistique comparée et la linguistique sanskrit. Il a également étudié la philosophie et le grec auprès de Raphael von Koeber.
De 1924 à 1927, de 25 à 28 ans, il a voyagé en Europe pour étudier le Sanskrit. Il a étudié le Sanskrit et le Pali, la littérature et la Mythologie Indienne notamment les Védas. Ses recherches se sont concentrées sur les études védiques, en particulier la littérature sur les rituels et leur exégèse, et il a écrit un certain nombre des thèses de recherches. Il a ainsi étudié les langues Celtiques et Baltes, et la linguistique comparée indo-européenne à l'université d'Oxford en Angleterre et à l'Université de Marburg en Allemagne, avant rentrer au pays.
En 1927, il devient maître de conférences à la Faculté de Philosophie Indienne et de Littérature Sanskrite de l'Université Impériale de Tokyo. Il devient professeur assistant la même année. En 1932, son cours est fusionné avec la philosophie indienne et il devient professeur à partir de 1942. Parmi ses étudiants, il y aTeruhiro Watanabe, spécialiste du bouddhisme, Oya Tanaka, spécialiste de la littérature indienne, et Harushige Takatsu, linguiste et spécialiste des classiques occidentaux.

### Après la guerre
Après la guerre, son indologie et sa linguistique comparée indo-européenne étaient considérées comme liées à la théorie aryenne et il risquait d'être expulsé de ses fonctions publiques. Mais heureusement, il put continuer à enseigner à l'Université de Tokyo après la guerre. Ses étudiants d'après-guerre incluaient le spécialiste de Philologie classique Hara Minoru et le spécialiste de l'Inde Shuntaro Matsuyama . Tsuji aimait le Sumō et donnait des conférences en tenue japonais. Dans le monde académique, il fonde la Société Indologie et de Bouddhisme en 1951, et il contribue à son développement.
Après avoir pris sa retraite en 1960, il devient professeur à l'Université Keio. Après la guerre, Toyo Bunko a perdu ses bailleurs de fonds et est devenu une branche de la Bibliothèque de la Diète nationale. Lorsque le Centre de Recherche sur la Culture d'Asie de l'Est de l'UNESCO a été créé en 1961, il devient membre du comité et contribue aux échanges universitaires avec les pays étrangers. Il a été administrateur de Toyo Bunko et président jusqu'à sa mort en 1974. Il a été élu membre de l'Académie japonaise en 1953  et a été désigné personne de mérite culturel en 1978.
Décédé en 1979. Sa tombe est située au Temple Tokeiji à Kita-Kamakura, partie nord de Kamakura. (où son disciple Zenjo Inoue était le prêtre en chef). Le temple est également le lieu de repos du Tetsurō Watsuji (philosophe, éthicien) qui, également diplômé de l'université de Tokyo et du lycée prestigieux et qui, comme Tsuji, a étudié sous la direction de Raphael von Koeber et de Tetsushiro Inoue et a enseigné à la même université de Tokyo. On y trouve également les tombes des Kitaro Nishida (philosophe), Yoshishige Abe (philosophe), Daisetz Teitaro Suzuki (érudit du zen et du bouddhisme), Reginald Horace Blyth, Yaeko Nogami  et de nombreuses personnalités culturelles.
Natsuko Kuroda, l'auteur lauréat du prix Akutagawa ( 2012) , est la fille de Tsuji.

## Récompenses et honneurs
- 1978: Personne de Mérite Culturel.

## Contenu / réalisations de la recherche

### Études classiques indiennes
Tsuji est un pionnier des études classiques indiennes au Japon. Grâce à ses études à l'étrangers, il connaissait les tendances de la recherche en Europe et en même temps, il a grandement contribué au développement de Toyo Bunko Bibliothèque dans la période d'après-guerre. Ses réalisations ont également été très appréciées par les sociétés universitaires étrangères.
Après sa mort, sa collection de 12 000 livres ont été placés dans la Toyo Bunko Bibliothèque. Le « Catalogue de la  Tsuji Bunko  dans la Toyo Bunko Bibliothèque» a été publié (1982-1985).
Autres
- Un de ses camarades de classe du lycée était Yasunari Kawabata.

## Publications

### Livres écrit
- «Grammaire Sanskrit » (Fukushima Naoshirō, Tanaka Oya, édition Bukkyōnenkansha) 1933
- " Upanishad " ( édition  Nihon Hōsōshuppan Kyōkai, Radio Shinsho) 1942, plus tard édition Kodansha Gakujutsu Bunko 1990 (commentaire de Minoru Hara)
- « Série de magazines sur le folklore de l'Inde du Sud 5 » (Édité par Kaiseisha ) 1943, Réimprimé plus tard (édition Meicho Fukyūkai) 1986

- « Relation entre Brāhmaṇa et Shrautā Sutra » ( édition Toyo Bunko, Toyo Bunko série 33) 1952
- « Védas et Upanishads» ( édition Sogensha ) 1953
- « L'Aube de la Civilisation Indienne : les Vedas et les Upanishads » (édition Bleue Iwanami Shinsho ) 1967, plus tard une nouvelle édition verra le jour
- « Littérature Védique Yajur » ( édition Toyo Bunko, Toyo Bunko Ronsen 52) 1970  Contient "Langue et littérature" et "Sanskrit Jinhua Yayoi"
- « Histoire de la littérature Sanskrit» ( édition Iwanami Shoten, Iwanami Zensho ) 1973, réimprimé plus tard.
- « Grammaire sanscrite » ( édition Iwanami Shoten, Iwanami Zensho) 1974, nouvelle édition ultérieure.
- «Lecteur sanskrit »( édition Shunjūsha ) 1975
- « Recueil d'études védiques » (Iwanami Shoten) 1977
- « Contes indiens anciens de la littérature brahmanique » ( édition Shunjusha) 1978
- « Collections de Naoshiro Tsuji »  4 volumes ( édition Hozōkan ) 1981 - 1982

Les volumes 1 et 2 sont "Études védiques", le volume 3 est "Littérature", le volume 4 est "Linguistique".

### Traduction
- « Bhagavad Gita » ( édition Toe Shoin ) 1950
- « Découverte de l'Inde » Volume 1 et Volume 2 (co-traduit par J. Nehru, Koji Iizuka et Yoshiro Royama, édition Iwanami Shoten) 1953 - 1956, réimprimé en 1971, etc.
- « Jātaka Monogatari » Contes de Jātaka. Naoshirō Tsuji co-traduit avec Shōkō Watanabe  (édition Iwanami Shonen Bunko 113. Iwanami Shoten) Première édition 1956 - 8ème impression 1968. Édition révisée 1987. Nouvelle édition « Jātaka Monogatari - Vieilles histoires indiennes - » Naoshirō Tsuji co-traduit avec Shōkō Watanabe ( édition Iwanami Shōnen Bunko) 2006
- « Kalidasashakuntala » (édition Toe Shoin ) 1956
- "India Collection" ( édition Chikuma Shobo, World Literature University Series 4) 1959 - Contient des extraits traduits des Vedas
- " Veda Avesta " (édition Chikuma Shobo, Complete Works of World Classical Literature 3) 1967, souvent réédité. Les autres traducteurs sont Yutaka Iwamoto, Masaaki Hattori et Yoshinori Ito.
- "Collection indo-arabe-persane" (édition Chikuma Shobo, Chikuma World Literature Series 9) 1974 - Contient des extraits traduits des Vedas et des Upanishads.
- « Rig Vedic Hymn» ( édition Iwanami Bunko ) 1970, souvent réédité
- "Princesse Shakuntala" (édition Iwanami Bunko) 1977 - Comprend la version révisée de "Introduction to Sanksrit Drama". Fréquemment réédité
- « Atharva Vedic Hymns: Ancient Indian Magic» ( édition Iwanami Bunko ) 1979, réimprimé en 1992, 1998, 2014
- "Bhagavad Gita" ( édition Kodansha, Indian Classical Series) 1980 - Édition révisée/Œuvre posthume

### Autres références
1. ↑  東洋文庫(辻直四郎)
2. ↑  日本学士院(物故会員)
3. ↑  「辻直四郎博士を囲んで」門下生と座談会で回想。
4. ↑  大正後期から昭和にかけ活躍した東洋学者24名の業績を紹介。
5. ↑  東洋文庫